# Sankt Johannes Kirke (Malmø)
 For alternative betydninger, se Sankt Johannes Kirke. (Se også artikler, som begynder med Sankt Johannes Kirke)
Sankt Johannes Kirke er en evangelisk-luthersk kirke i Malmø opkaldt efter apostlen Johannes. Den ligger i nærheden af Triangeln, og Citytunnelns opgang Triangeln nord ligger på et areal, der er købt fra kirken.
Sankt Johannes Kirke blev opført 1903-07, og arkitekten bag den var Axel Anderberg. Den blev opført i det arbejderkvarter, der var opstået i årene forinden i området under navnet Møllevången. Kirken er 52 m lang, er 26 m højt i kirkerummet, mens tårnet er 60 m højt. Det er opført i rødt tegl på en sokkel af granit. De bløde, runde former er typisk for den jugendstil, der prægede tiden for opførelsen. 